# 迈克尔·摩根
迈克尔·摩根（英語：Michael Morgan，1946年12月19日—），澳大利亚男子赛艇运动员。他曾代表澳大利亚参加1968年和1972年夏季奥林匹克运动会赛艇比赛，其中1968年奥运会获得一枚银牌。